# Monumento Nacional a Bismarck

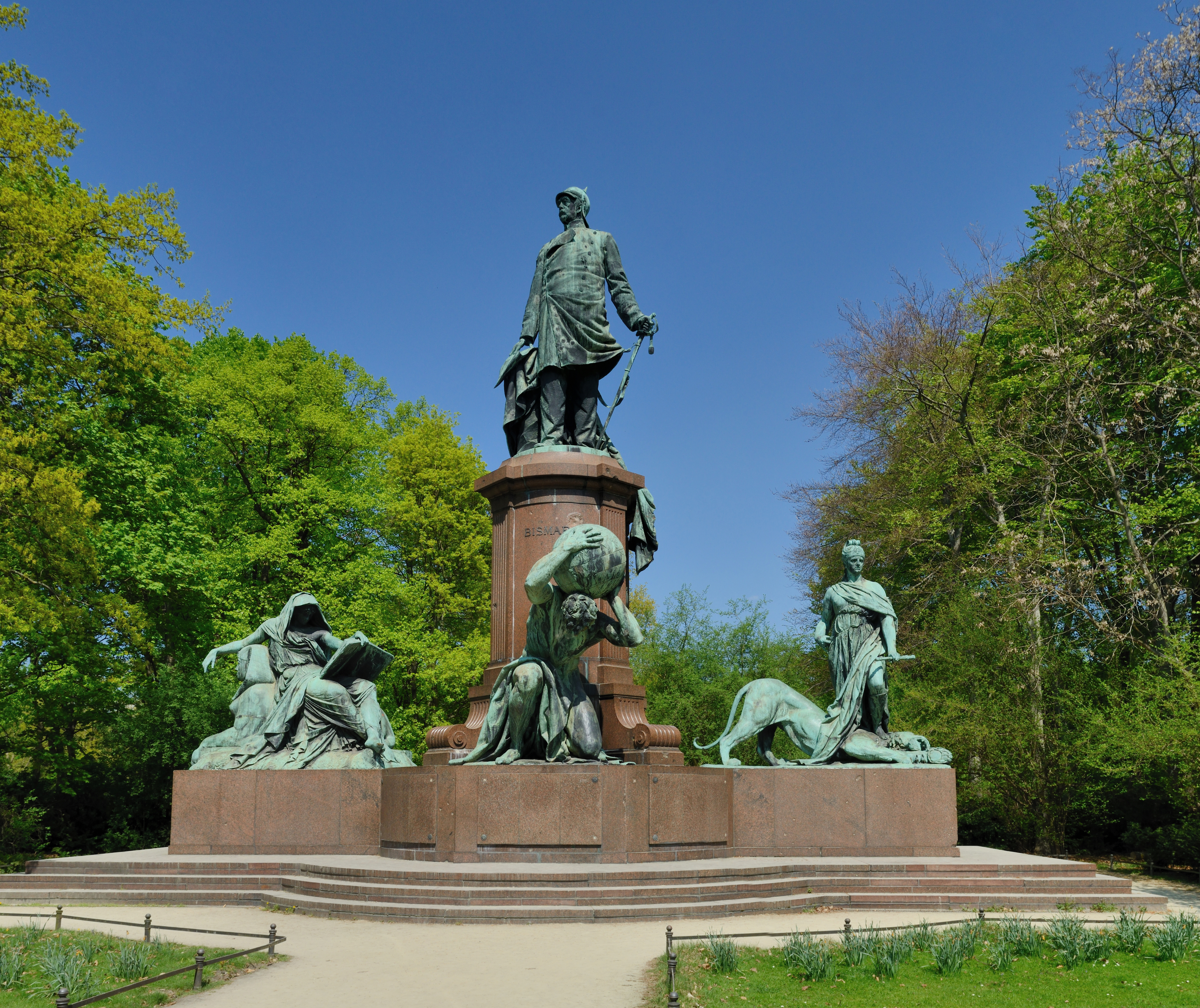
Monumento Nacional a Bismarck

Monumento Nacional a Bismarck, localizado em Tiergarten, Berlim, é um memorial monumental dedicado ao primeiro chanceler do Império Alemão Otto von Bismarck. O conjunto é a última grande obra do escultor Reinhold Begas e foi inaugurado em 1901 na Königsplatz - atual Praça da República - defronte do Palácio do Reichstag. Em 1938, por ordem de Adolf Hitler, o monumento foi movido para o seu espaço atual.